# Giano Vetusto
Giano Vetusto község (comune) Olaszország Campania régiójában, Caserta megyében.

## Fekvése
A megye központi részén fekszik, Nápolytól 40 km-re északra valamint Caserta városától 20 km-re északnyugati irányban. Határai: Calvi Risorta, Camigliano, Formicola, Pastorano, Pignataro Maggiore és Rocchetta e Croce.

## Története
A település alapítására vonatkozóan nincsenek pontos adatok. Valószínűleg a szaracén támadások során kifosztott közeli települések lakosai alapították a 9. században. A következő századokban nemesi birtok volt. A 19. században nyerte el önállóságát, amikor a Nápolyi Királyságban felszámolták a feudalizmust.

## Népessége
A népesség számának alakulása:

## Főbb látnivalói
- Santi Filippo e Giacomo-templom